# Lake Zoar
Lake Zoar ist ein Stausee (reservoir) am Housatonic River im US-Bundesstaat Connecticut. Er entsteht durch den Stevenson Dam und erstreckt sich auf dem Gebiet der Städte Monroe, Newtown, Oxford, and Southbury im Gebiet von Neuengland.

## Geographie
Mit dem Staudamm wurde ein Gebiet überflutet, welches als „Pleasantvale“ (Pleasant Vale) bekannt war, daher wahrscheinlich der namentliche Bezug auf das biblische Zoar. Dieses Gebiet gehörte zu Oxford und zu Stevenson.Connecticut's Lakes Reflect Our History, Present. Abgerufen am 2. April 2018.
Der Staudamm liegt westlich von Derby in einem Gebiet, welches von Schutzgebieten und Parks begleitet wird. Südöstlich des Staudamms grenzt der Webb Mountain Park an. Der Staudamm selbst dient der Straßenführung der Connecticut State Route 34, die von Südosten kommend bei Riverside von der linken Seite des Flusses auf die rechte Flussseite wechselt (bei Stevenson). Entlang des Stausees erstrecken sich die Schutzgebiete Paugussett State Forest, Tyringham Cobble Park, Jackson Cove Park, Kettletown State Park, Lake Zoar Wildlife Area und etwas weiter nordwestlich Bend of the River Sanctuary. Bei Sandy Hook quert der U.S. Highway 84 das Ende des Stausees von Süden nach Norden, in Richtung auf Southbury.
Den Fluss begleitet ein hügeliges Land mit den Gipfeln Ichabod Hill, Georges Hill, Hulls Hill, Good Hill (N) und auf der Südseite Osborn Hill (206 m).

### Sand Bar
The Sand Bar („Der Sand-Balken“) ist eine Sandbank in der Nähe des Zentrums von Lake Zoar. Die Untiefe ist ein beliebter Treffpunkt für Bootsführer. Die Wassertiefe variiert je nach Wasserverbrauch der „First Light Hydro Generation“ zwischen 12 cm und 30 cm Wassertiefe.

## Lake Zoar Authority
Der Stausee wird von der Lake Zoar Authority (LZA) betreut. Die Lake Zoar Authority ist eine Organisation, welche für die Sicherheit am See und die Verbesserung der Wasserqualität eintritt. Sie besteht aus Vertretern der vier angrenzenden Städte (towns) und die Mitglieder treffen sich monatlich. Sie erhält ihre Kompetenzen durch die Connecticut General Statutes, (sec. 7-151a, 1969 supplement).

## Geschichte
Gelegentlich kommt es am See zu tödlichen Unfällen. Am 7. September 2005 verstarb ein Mann beim Wasserski-Fahren.
Der See ist aber auch Schauplatz eines grausigen Mordes. Im November 1986 ermordete Richard Crafts seine Frau Helle Crafts in Newtown, fror ihren Körper ein, zerteilte ihn mit der Kettensäge und entsorgte die Überreste durch einen Häcksler über eine Brück in den See.

## Freizeitmöglichkeiten
Jede der Kommunen hat einen öffentlichen Zugang zum See mit einer Bootsrampe. Bootfahren ist nach örtlichen Regeln beschränkt. Angeln, Wasserski-Fahren und Jetski-Fahren sind erlaubt.
Im Kettletown State Park gibt es darüber hinaus eine Einstiegsstelle für Kanus.
Schiffsrampen:
- Monroe, Zoar Beach Boat Ramp.[7]
- Newtown, Eichler’s Cove.[8]
- Oxford, Jackson Cove Park.[9]
- Southbury, at the end of Scout Road.[6]

### Wandern
Der Zoar Trail ist ein Wanderweg im System der Blue-Blazed Trails in Connecticut mit einer Länge von 10,5 km (6,5 mi). Der Wanderweg in Newtown wird von der Connecticut Forest and Park Association unterhalten.

## Natur

### Fische
Im See wird kein Fischbestz durchgeführt. In den zufließenden Pootatuck und Pomperaug wird jedoch in großem Umfang Besatz durchgeführt, so dass von dort immer wieder Forellen in den See gelangen. Im See selbst kommen Schwarzbarsch (Smallmouth Bass), Forellenbarsch (Largemouth Bass), Hecht (Northern Pike), Morone americana (White Perch), Amerikanischer Flussbarsch (Yellow Perch), Schwarzflecken-Sonnenbarsch (Calico Bass, Black Crappie), Weißer Katzenwels (White Catfish, Ictalurus catus), Katzenwels (Brown Bullhead) und Karpfen (Common Carp) vor.

### Schadstoffbelastung
Die meisten Fische aus dem Lake Zoar werden als in moderaten Mengen verzehrfähig angesehen, mit Ausnahme des Northern Pike (Hecht). In einer Studie des United States Department of Health and Human Services von 2008 variierte die Menge an PCBs beim Smallmouth Bass (Schwarzbarsch) zwischen 0.35 und 0.58 ppm, damit ist eine Mahlzeit pro Monat unbedenklich. Die PCB-Werte im See sind seit den 1980ern deutlich gefallen.

### Invasive Arten
Eine Studie von 2007 zeigte, dass im See vier florenfremde Elemente im See vorkommen: Ähriges Tausendblatt (Myriophyllum spicatum, Eurasian watermilfoil), Kleines Nixenkraut (Najas minor, Brittle waternymph), Krauses Laichkraut (Potamogeton crispus, Curly leaf pondweed) und Kleefarn (Marsilea quadrifolia, European waterclover).
Wie in allen Teilen des Housatonic River südlich von Bulls Bridge hat sich die Wandermuschel stark verbreitet.